# Витфагия
Витфагия (арамейски בית פגי) е бивше малко селище или местност в подножието на Елеонския хълм, според синопничните евангелия е в непосредствена близост до Витания, по пътя за Йерусалим. Според Евсевий Кесарийски селището се намирало по пътя от Йерусалим до Йерихон. Името в превод означава „Дом на неузрели смокини“. Днес тук има францисканска църква от 1883 г., изградена върху основите на храм от XII век от времето на кръстоностните походи.
Преди влизането си в Йерусалим за последната си Пасха тук Иисус праща двама от своите ученици да доведат завързаната ослица и нейното малко, за да я възседне и да влезе тържествено в града (Мат. 21:1 – 10; Марк: 11:1 – 11; Лука 19:29 – 34), вж също Цветница.
Чудото с възкръсналия Лазар вече е било широко известно, защото Иисус казва на учениците си: „И ако ви попитат „Защо правите това?“, отговорете, че то е потребно на Господа“ (Марк: 11:4 и др.).